# Ma che spettacolo
Ma che spettacolo è il sedicesimo album in studio del cantautore italiano Umberto Tozzi pubblicato nel 2015.

## Tracce
1. Ma che spettacolo
2. Sei tu l'immenso amore mio
3. Nel dire si nel dire no
4. Eternel (U.Tozzi/B.Mackichan/P.Burgaud)
5. Quell'inutile addio
6. Intorno a me
7. Che amore sia
8. Hammamet
9. Meravigliosa
10. Sarà per sempre
11. Donne al potere
12. L'ultimo viaggio
13. Andrea song

Tracce bonus nell'edizione deluxe
1. No digas si no digas no (feat. Lucía Méndez) – Bonus track

## Formazione
- Umberto Tozzi – voce, tastiera
- Marco Dirani – basso
- Gerry Munzio – fisarmonica
- Raffaele Chiatto – chitarra
- Gianni D'Addese – tastiera, cori, pianoforte
- Ricky Roma – batteria